# Nu Phoenicis
Nu Phoenicis is een Type-F hoofdreeksster in het sterrenbeeld Phoenix met magnitude van +4,96 en met een spectraalklasse van F8.V. De ster bevindt zich 49,77 lichtjaar van de zon.
Men vermoedt een stofschijf rond Nu Phoenicis gelegen op 10 AU van de ster.